# Kuckersit

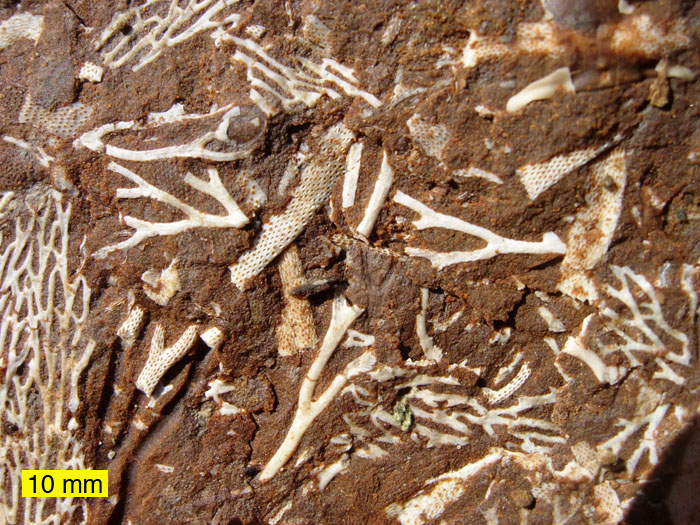
Fossilführender Kuckersit aus Estland

Kuckersit oder Kukersit (nach dem Dorf Kukruse, dt. Kuckers) ist ein rotbraunes Sedimentgestein aus dem Ordovizium von Estland und Nordwest-Russland, das aufgrund seines hohen Ölgehalts brennbar ist und zu den Ölschiefern gerechnet wird. Es bildet die Grundlage einer bedeutenden Industrie in Estland.
Die Bezeichnung „Kuckersit“ wurde 1916 von Michail Dmitrijewitsch Salesski erstmals verwendet, vorher wurde das Gestein als „Kuckersche Schicht“ und „Kuckerscher Brandschiefer“ bezeichnet.

## Gesteinsbeschreibung

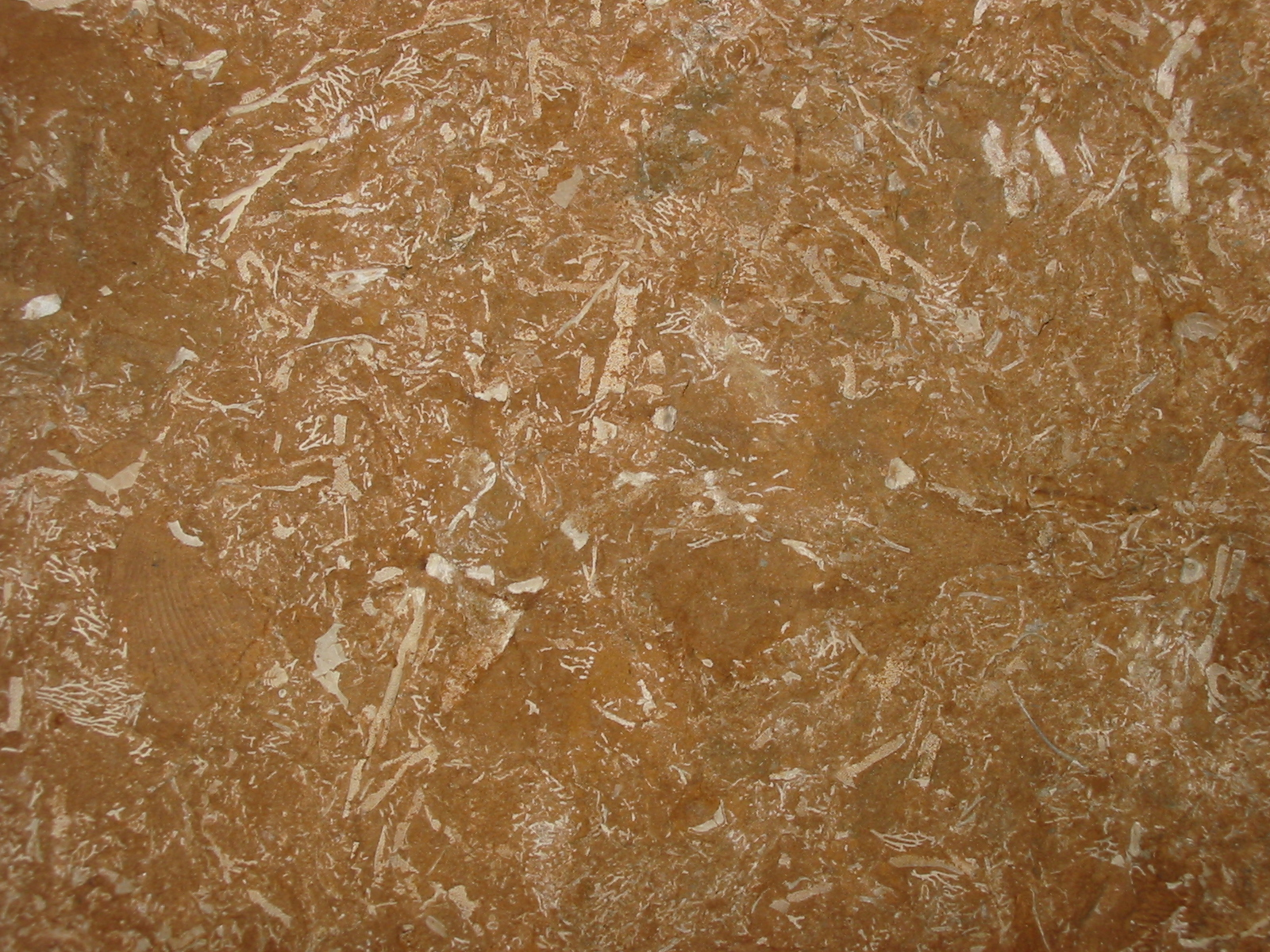
Kuckersit aus Estland

Kuckersit ist ein schiefriges, überwiegend feinkörniges Gestein von hell- bis dunkelbrauner Farbe. Stellenweise ist es reich an mit bloßem Auge erkennbaren Fossilien (Muschelkrebse (Ostrakoda) und Moostierchen (Bryozoa)). Unter dem Lichtmikroskop ist erkennbar, dass es zu großen Teilen aus organischen Strukturen besteht. An manchen Stellen sind unregelmäßige schwarze Linsen von Asphaltmineralien erkennbar. Das Gestein ist reich an Öl, der Ölgehalt kann bis zu 46 % des Gesteins ausmachen und ist damit weltweit einer der höchsten Ölgehalte in Ölschiefern. Neben organischen Stoffen kommen Silicate und Alumosilikate vor sowie ein für einen Ölschiefer hoher Kalkgehalt. Im Gegensatz zu den ähnlichen ordovizischen Dictyonema-Schiefern, die in Nord-Estland und Schweden verbreitet sind, ist der Gehalt der Kucksersite an Schwermetallen gering. Die Ausbildung des Gesteins wechselt, und innerhalb des Gesteins kommen Kalksteinschichten und -knollen vor.

## Entstehung
Im Ordovizium waren weite Teile des Kontinentalbereichs überflutet. In Mittel- und Nordeuropa entstanden Kalkablagerungen in flachen Meeren, so auch im Baltikum. Im Gebiet des heutigen Kuckersits wurden große Menge von Blaualgen der Art Gloeocapsomorpha prisca im Flachmeer abgelagert, es bildete sich eine marine Gyttja. Aufgrund von Vergleichen mit gleichartigen modernen Ablagerungen wird eine Tiefe von nicht mehr als vier Metern für den Meeresbereich angenommen, in dem der Kuckersit entstand.

## Vorkommen

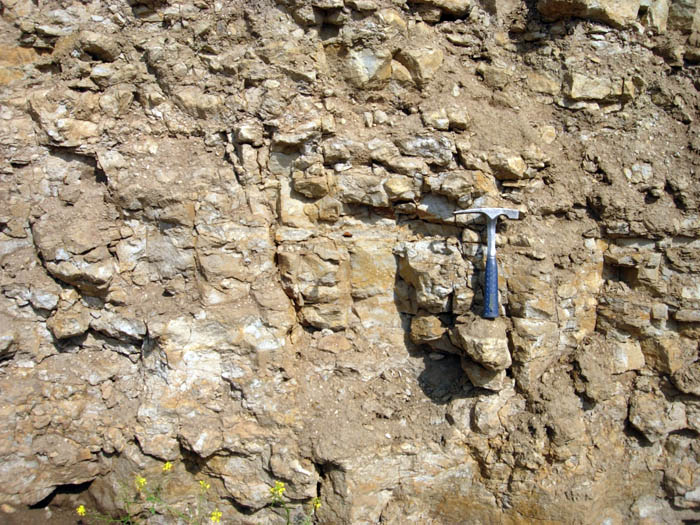
Aufschluss in estnischem Kuckersit

Kuckersit kommt flächenhaft verbreitet an der Ostspitze des Finnischen Meerbusens als vielfach wiederholte Einschaltung in Kalksteinen der Kõrgekallas- und Viivikonna-Formation des Mittleren Ordoviziums von Estland und Russland vor. In diesen 20 bis 30 m mächtigen Kalksteinfolgen wurden bis zu 50 Einzelschichten von Kuckersit und Kuckersit-ähnlichen Gesteinen gezählt, die wenige Zentimeter bis maximal zwei bis drei Meter Mächtigkeit aufweisen. Über dem im unteren Teil dieser Abfolge in Estland und Russland aufgeschlossenen Hauptvorkommen, das den größten Teil der Abbautätigkeiten auf sich zieht, existiert im oberen Teil der Abfolge das so genannte Tapa-Lager, welches vor allem südlich von Tapa in Estland vorkommt.
Das Gestein ist über mehr als 90 Kilometer von Tallinn bis Sankt Petersburg aufgeschlossen, die Fläche seines Verbreitungsgebietes beträgt mehr als 50.000 km2. Die Gesteinsschichten fallen flach nach Südwesten ein und sind durch Bohrungen bis etwa 60 Kilometer südlich der Küste nachgewiesen. Die Gesamtvorräte in Estland werden je nach Quelle auf etwa 6 bis 21 Milliarden Tonnen geschätzt.

## Verwendung
Der Ölschiefer war den Bewohnern am Finnischen Meerbusen schon lange bekannt und wurde von ihnen als Brennstoff verwendet. Die wissenschaftliche Erforschung begann 1697 mit einer von Peter I. nach Holland zur Untersuchung geschickten Probe. Die Ergebnisse der Untersuchungen wurden erst Anfang des 19. Jahrhunderts publiziert. Johann Gottlieb Georgi beschrieb das Gestein in seiner 1791–1798 in Königsberg publizierten Schrift Geographisch-physikalische und naturhistorische Beschreibung des Russischen Reichs zur Uebersicht bisheriger Kenntnisse von demselben Typ.
Erste Abbauversuche in größerem Maßstab wurden seit den 1880er Jahren in der Gegend von Kukruse unternommen, industrieller Abbau fand erst ab 1916 in Russland statt. Die erste große Anlage zur Gewinnung von Öl aus Kuckersit wurde 1924 in Kohtla-Järve in Betrieb genommen. Bis 1940 wurden vor allem Diesel-Kraftstoff und Schmierstoffe erzeugt sowie Holzschutzmittel und Bitumen aus Schieferöl. Zu dieser Zeit wurden fast 10 % der estnischen Exporterlöse aus Schieferöl erzielt.
Heute deckt Kuckersit 62 % des Ölbedarfs von Estland und ist vor allem im Bereich der Energieversorgung von Bedeutung. Die Ölgewinnung aus dem bergmännisch gewonnenen Kuckersit geschieht in so genannten Kiviter-Retorten und Galoter-Retorten. Weitere Verwendung findet Kuckersit bei der Stromerzeugung, in der Baustoff- sowie in der Chemieindustrie.
Die Gewinnung findet heute im Osten des Landes in der Umgebung von Kohtla-Järve und Narva durch das Unternehmen Eesti Põlevkivi statt, Ende der 1990er Jahre bestanden noch sechs Bergwerke bis 80 m Tiefe und vier Tagebaue. Größere Vorkommen sind vor allem noch westlich von Kohtla-Järve nachgewiesen, die jedoch noch nicht abgebaut wurden (Stand 1999). Die Gewinnung und Verwendung von Kuckersit in Estland ist heute gerade noch konkurrenzfähig zur Energiegewinnung aus Erdgas oder Kohle, und eine Erschöpfung der Vorräte ist abzusehen. Der industrielle Abbau von Kuckersit hat große Umweltprobleme hervorgerufen, die noch heute die Abbauregionen schwer belasten.
In Russland ist Kuckersit ebenfalls abgebaut worden, jedoch nicht in so großem Ausmaß wie in Estland. Auch heute bestehen noch Abbaustellen zwischen St. Petersburg und der estnischen Grenze.